# Blackadder
Blackadder (Tiếng Việt:Con rắn đen) là loạt phim gồm bốn phim hài kịch tình huống của Anh, ban đầu được phát sóng trên BBC1 từ năm 1983 đến năm 1989. Tất cả các tập phim truyền hình đều có sự tham gia của Rowan Atkinson trong vai phản anh hùng Edmund Blackadder và Tony Robinson trong vai "chân tay" của Blackadder, Baldrick. Mỗi loạt phim được đặt trong một giai đoạn lịch sử khác nhau, với hai nhân vật chính đi cùng các nhân vật khác nhau, mặc dù một số nhân vật xuất hiện trở lại trong loạt phim này hay loạt phim khác.
Loạt phim đầu tiên,The Black Adder , được Richard Curtis và Rowan Atkinson viết, trong khi các loạt phim tiếp theo được Curtis và Ben Elton viết. Các chương trình được sản xuất bởi John Lloyd. Năm 2000, loạt phim thứ tư,Blackadder Goes Forth , được xếp hạng 16 trong 100 Chương trình truyền hình Anh vĩ đại nhất, một danh sách do Viện phim Anh lập ra. Trong nhiều cuộc thăm dò, bộ phim đã được đánh giá cao bởi khán giả và các tạp chí. Atkinson cho biết Blackadder là "điều ông thấy ít căng thẳng nhất" để làm.